# Gorybia pallida
Gorybia pallida là một loài bọ cánh cứng trong họ Cerambycidae.